# NGC 7505
NGC 7505 (другие обозначения — PGC 70636, ZWG 431.9) — галактика в созвездии Пегас.
Этот объект входит в число перечисленных в оригинальной редакции «Нового общего каталога».